# Phosphatochelys
Phosphatochelys ('fosfaatschildpad') is een geslacht van uitgestorven pleurodire schildpadden dat werd ontdekt in de buurt van Oued Zem in Marokko. 

## Naamgeving
Het geslacht bestaat uitsluitend uit de typesoort Phosphatochelys tedfordi, in 2003 benoemd door Eugene S. Gaffney en Tong Haiyan. De geslachtsnaam combineert een verwijzing naar de fosfaatlagen waarin het fossiel werd gevonden met een Grieks emys, 'zoetwaterschildpad'. De soortaanduiding eert schildpaddenexpert Richard H. Tedford.

## Ontdekking
Phosphatochelys werd vermoedelijk ontdekt in de Oued Zem-vindplaats in Marokko en is uitsluitend bekend van een complete schedel van 6,8 centimeter lang, zonder de onderkaken. Dit holotype AMNH 30008 werd aan Gaffney gegeven door een vriend, François Escuillie die het in Frankrijk had gekocht bij de fossielenhandel. Het was vermoedelijk in Marokko gestroopt. In 2006 werd schedel MDEt 26 toegewezen, zij het onder voorbehoud: het werd mogelijk geacht dat het een aparte soort vertegenwoordigt.

## Beschrijving
In 2006 werden verschillende onderscheidende kenmerken aangegeven. De snuit is erg kort met extreem smalle opgaande takken van de bovenkaaksbeenderen. Het centrale neusgat is zeer breed en 8-vormig in profiel boven praemaxillae die van de voorste benedenzijde naar de achterste bovenzijde hellen. Het voorhoofdsbeen is klein en duidelijk gescheiden van de rand van de oogkas. Er is een breed raakvlak tussen prefrontale en wandbeen. Het quadratum strekt zich ver naar voren uit, de helft van de wang bedekkend. Een trog, wellicht de aanhechting voor de musculus pterygoideus, wordt gevormd door het pterygoíde en het quadratum, welke trog vooraan en bovenaan begint op de onderzijde van het wandbeen bij de opening voor de nervus trigeminus en van dat punt naar beneden en achteren loopt tot aan de knobbel voor het kaakgewricht.

## Fylogenie
Phosphatochelys werd in de Taphrosphyini geplaatst, als zustertaxon van Ummulisani.